# روزاليند رووي
روزاليند رووي (بالإنجليزية: Rosalind Rowe)‏ هي لاعبة تنس الطاولة بريطانية، ولدت في 14 أبريل 1933 في مرليبون في المملكة المتحدة، وتوفيت في 15 يونيو 2015.